# Roxana Cogianu
Roxana Cogianu est une rameuse roumaine, née le 21 septembre 1986 à Iași.

## Palmarès

### Jeux olympiques
- 2012, à Londres ( Royaume-Uni)
  - 4e en Huit
- 2008, à Pékin ( Chine)
  - 9e en Double de couple

### Championnats du monde
- 2013, à Chungju ( Corée du Sud)
  -  Médaille d'argent en Huit
  -  Médaille d'argentr en Deux de pointe
- 2010, à Lac Karapiro ( Nouvelle-Zélande)
  -  Médaille de bronze en Huit
- 2009, à Poznań ( Pologne)
  -  Médaille d'argent en Huit

### Championnats d'Europe
- 2015, à Poznań ( Pologne)
  -  Médaille de bronze en Huit
- 2014, à Belgrade ( Serbie)
  -  Médaille d'or en Huit
- 2013, à Séville ( Espagne)
  -  Médaille d'or en Huit
- 2012, à Varèse ( Italie)
  -  Médaille d'or en Huit
- 2011, à Plovdiv ( Bulgarie)
  -  Médaille d'or en Huit
- 2010, à Montemor-o-Velho
  -  Médaille d'or en Huit
- 2009, à Brest ( Biélorussie)
  -  Médaille d'or en Huit
- 2008, à Athènes ( Grèce)
  -  Médaille de bronze en Quatre de couple
- 2007, à Poznań ( Pologne)
  -  Médaille d'argent en Quatre de couple